# Mexico City Blues (album)
Mexico City Blues è il terzo album dei 2Hurt pubblicato il 12 giugno 2013.

## Il disco
Ispirato all'omonimo libro di Jack Kerouac, il disco ha sonorità blues ed ha come ospite il bluesman statunitense Van Christian.

## Tracce
1. Watching you sleep – 3:20
2. Can't live without your love – 3:06
3. Untravelled – 2:27
4. The purple paradise – 4:25
5. Ride the blues – 6:55
6. El peyote – 2:15
7. Map of France – 3:15
8. By the river – 3:04
9. Old rough roads – 6:10
10. Days of wine and roses – 3:33

## Formazione
- Paolo Spunk Bertozzi - voce, chitarra
- Roberto Leone - chitarre acustiche
- Laura Senatore - violino
- Giancarlo Cherubini - basso
- Marco Di Nicolantonio - batteria
- Van Christian - autore di Map of France e chitarra in Untravelled[2]